# Hibiscus spiralis
Hibiscus spiralis är en malvaväxtart som beskrevs av Antonio José Cavanilles. Hibiscus spiralis ingår i Hibiskussläktet som ingår i familjen malvaväxter. Inga underarter finns listade i Catalogue of Life.